# Vélo Club de Levallois
Le Vélo Club de Levallois est un club français de cyclisme fondé en 1891, pépinière du cyclisme français de l'entre deux guerres. Plusieurs vainqueurs du Tour de France sont passés par le Vélo Club de Levallois : Louis Trousselier (1905), René Pottier (1906), Lucien Petit-Breton (1907, 1908), Philippe Thys (1913, 1914, 1920), André Leducq (1930, 1932), Georges Speicher (1933) et Roger Lapébie (1937).

## Histoire
Le Vélo Club de Levallois est créé en septembre 1891. Son siège est 13 rue Greffulhe.
Paul Ruinart crée le premier camp d’entraînement d'abord à Lyons-la-Forêt, puis à Dampierre, aux Loges-en-Josas en 1924, au Christ de Saclay, pour finalement s’installer à La Celle-Saint-Cloud, en 1933, au-dessus de Vaucresson, à l'orée des bois de Saint-Cucufa.
En 1933, Le club décide de créer des catégories de coureurs débutants auxquels on réserve des épreuves qui permette de les classer, de les sélectionner et d’arriver à la composition d’un excellent groupe de coureurs de première catégorie.

## Présidents
- 1891 : Tritsch
- 1894 : Ch. Fournier, Lamoureux, Vice-président, Legrain Président d'honneur.
- 1895 : Ch. Fournier, F. Pierre, Vice-président
- 1906 : Dupont
- 1911 : Paul Ruinart, directeur sportif
- 1923 : Walch
- 1923-1933 : Marius Chocque[6]
- 1933-1936 : Henri Guillonneau[7],[8]
- 1942 : Ludovic Feuillet, directeur sportif[9].
- 1956 : Maurice Bataille
- 1983 : Michel Valente

## Coureurs ayant couru sous les couleurs du VCL

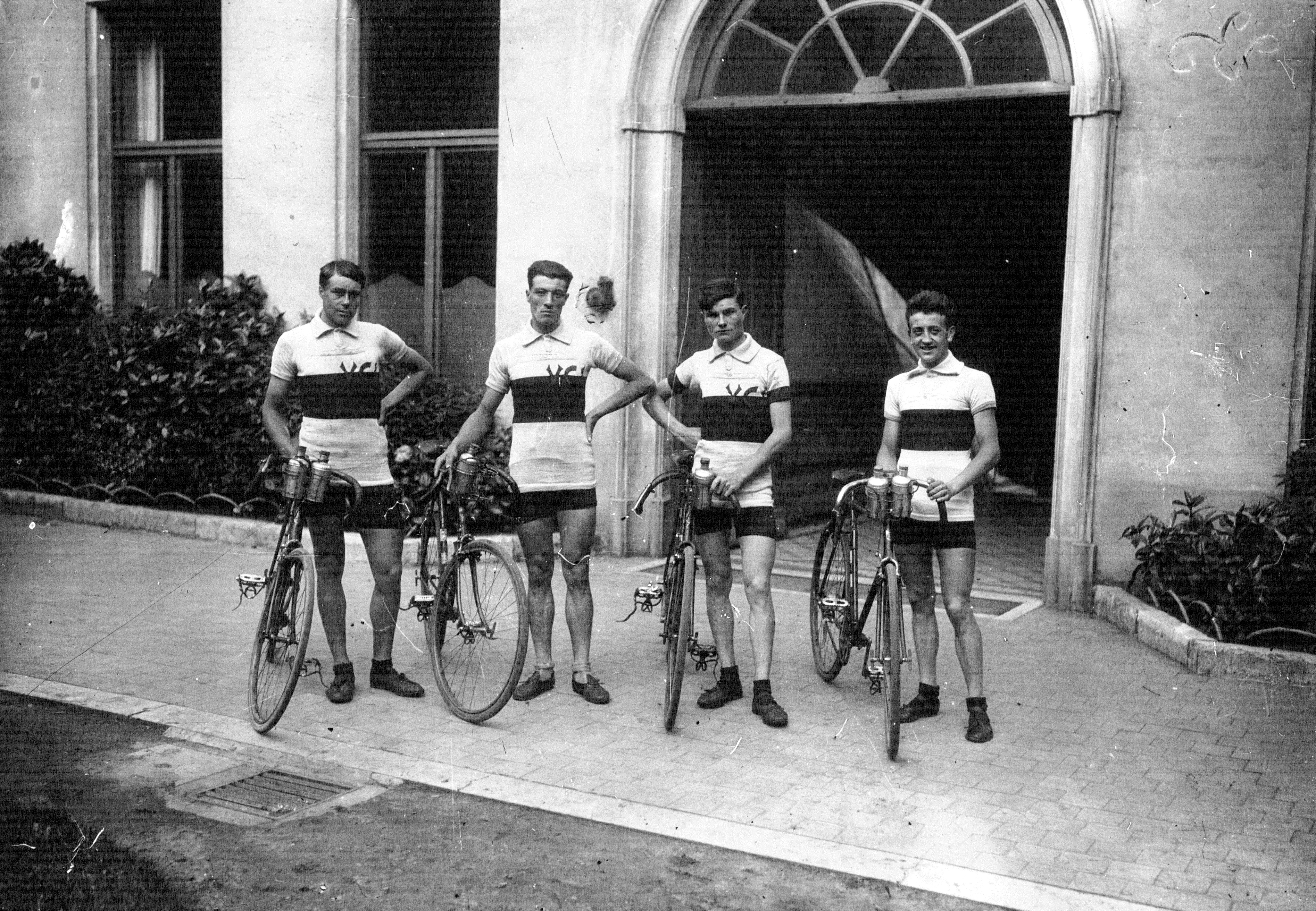
de gauche à droite Canteloube, Detreille, Souchard, Gobillot, France aux JO 1920

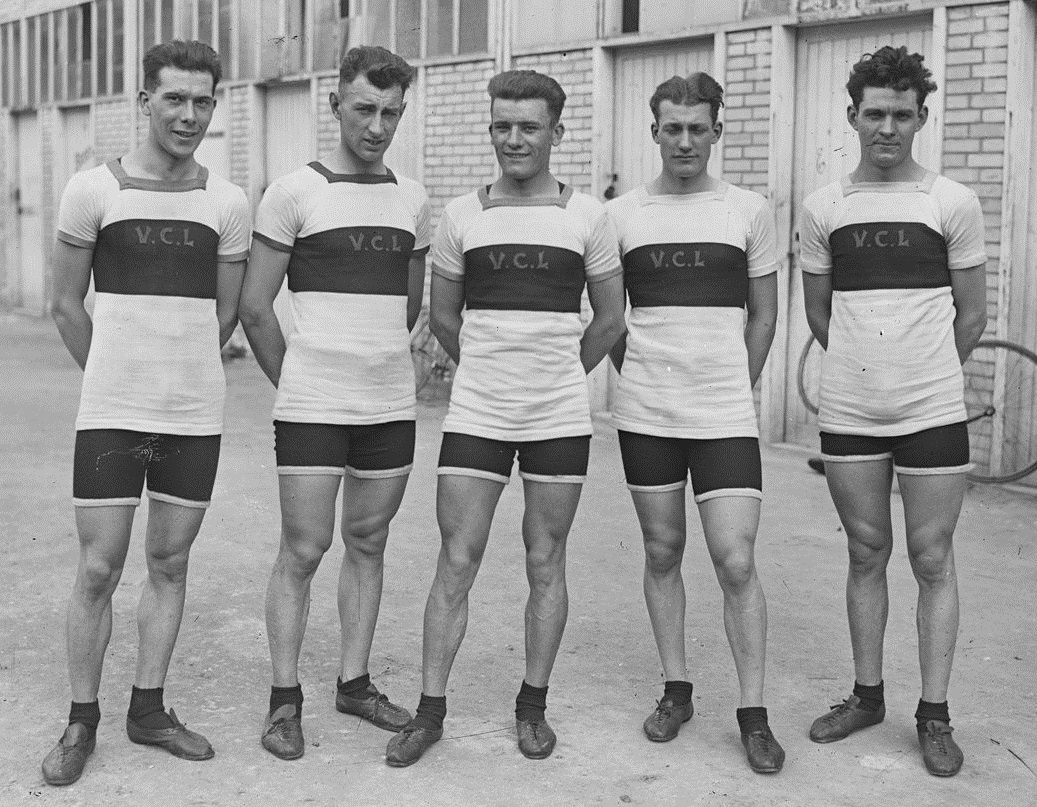
de g. à d. Maurice Bonney, René Hamel, Georges Wambst, André Leducq, Marc Bocher, 1924

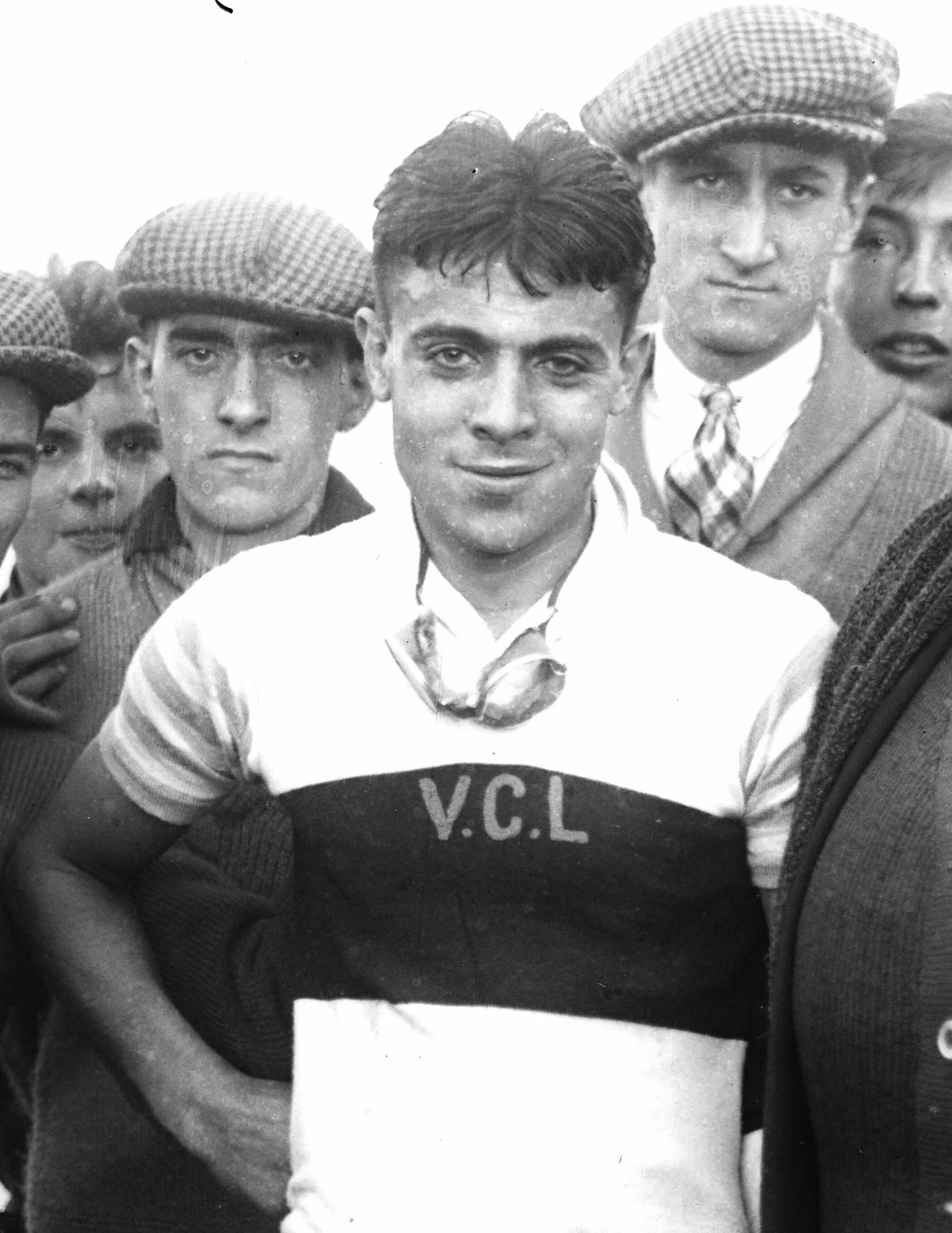
René Brossy, vainqueur du Critérium des comingmen, 1927

- Jean Alavoine
- Henri Andrieux
- Maurice Archambaud
- André Aumerle
- Jean Baldassari
- Romain Bellanger
- Henri Bellivier
- Marcel Bénassac
- Hilaire Bertellin
- Marcel Bidot
- Armand Blanchonnet
- Roger Bisseron
- Marc Bocher
- Maurice Bonney
- René Brossy
- Achiel Buysse
- Fernand Canteloube
- Robert Charpentier
- Pierre Chazaud[10]
- Paul Chocque
- René-Paul Corallini
- Charles Coste
- Georges Cuvelier
- Octave Dayen
- René Debenne
- Fernand Decanali
- André Deforge
- Albert Delfosse[11]
- Georges Detreille
- Marcel Gobillot
- Jean Goujon
- Robert Grassin
- René Guénot
- Henri Guiller
- Hubert Guyard
- René Hamel
- Frank Henry
- Raymond Horner
- Émile Idée
- Émile Ignat
- Roger Jacquelin
- Joseph Kergoff[12]
- Charles Lacquehay
- Aimé Landrieux
- Roger Lapébie
- André Leducq
- René Le Grevès
- Raymond Lemarié
- Roger Le Nizerhy
- Lucien Lesna
- Gabriel Marcillac
- Jules Merviel
- Henri Mouillefarine
- Georges Paillard
- Léon Parisot
- Étienne Parizet[13]
- Georges Passerieu
- Michel Pecqueux
- Henri Pélissier
- Lucien Petit-Breton
- Georges Peuziat
- René Pottier
- André Raynaud
- Jules Rossi
- Raymond Roussel
- Michel Rousseau
- Vincent Salazard
- Guy Solente
- Achille Souchard
- Georges Speicher
- Robert Tanneveau
- André Trantoul
- Louis Trousselier
- Philippe Thys
- Pierre Vittupier
- Georges Wambst
- Charles Wambst
- Auguste Wambst
- Lucien Weiss

## Palmarès

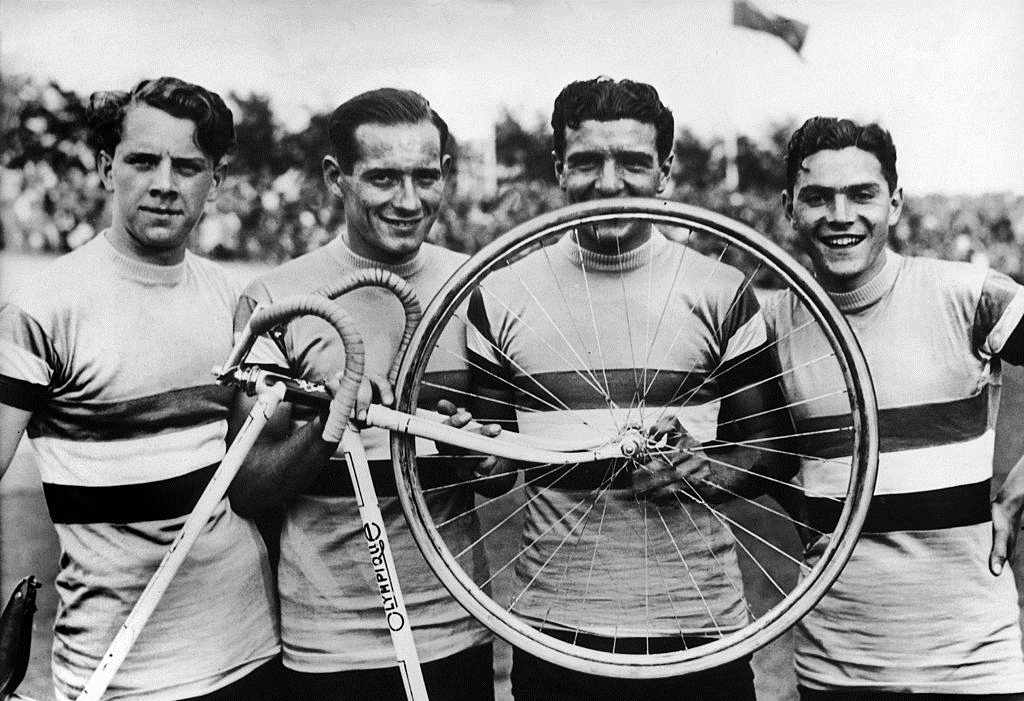
Robert Charpentier, Guy Lapébie, Jean Goujon, Roger-Jean Le Nizerhy, JO de 1936

- Fernand Canteloube en cyclisme (route par équipe) aux JO de 1920
- Georges Detreille en cyclisme (route par équipe) aux JO de 1920
- Achille Souchard en cyclisme (route par équipe) aux JO de 1920
- Marcel Gobillot en cyclisme (route par équipe) aux JO de 1920

- Armand Blanchonnet en course en ligne aux JO de 1924
- Armand Blanchonnet en cyclisme (route par équipe) aux JO de 1924
- René Hamel en cyclisme (route par équipe) aux JO de 1924
- Georges Wambst en cyclisme (route par équipe) aux JO de 1924

- Robert Charpentier en course en ligne aux JO de 1936
- Robert Charpentier en cyclisme (route par équipe) aux JO de 1936
- Guy Lapébie en cyclisme (route par équipe) aux JO de 1936
- Roger-Jean Le Nizerhy en cyclisme (route par équipe) aux JO de 1936
- Robert Charpentier en cyclisme (route par équipe) aux JO de 1936
- Jean Goujon en cyclisme (route par équipe) aux JO de 1936
- Guy Lapébie en cyclisme (route par équipe) aux JO de 1936

- Charles Coste en cyclisme (poursuite par équipe) aux JO de 1948

- Henri Mouillefarine en cyclisme (Poursuite par équipes) aux JO de 1932
- Paul Chocque en cyclisme (Poursuite par équipes) aux JO de 1932
- René Le Grevès en cyclisme (Poursuite par équipes) aux JO de 1932
- Guy Lapébie en cyclisme (course en ligne) aux JO de 1936

- Fernand Canteloube en course en ligne aux JO de 1920
- René Hamel en cyclisme (route par équipe) aux JO de 1924

- « Lion Rugissant » organisé par Peugeot (1910, 1911)
- Challenge UVF 1920 (Detreille, Souchard, Grassin)[14].

## Courses organisées
- Premier-Pas du VCL : En 1914, Paul Ruinart crée le « Premier pas du VCL », course organisée par le VCL, destinée aux débutants de la région parisienne, puis en 1923, l'organisation du Premier pas est confiée à Dunlop
- Critérium des Ancêtres, 1917
- Paris-Rouen, années 1920
- Paris-Évreux, années 1920-années 1940
- Prix René Pottier, années 1920
- Prix Alléluia, années 1920
- Prix Maurice Archambaud - 1933
- Critérium International de Levallois depuis 1997